# 瞄准线半自动指令
瞄准线半自动指令（英語：Semi-Automatic Command to Line Of Sight，缩写：SACLOS）或半自動視線指令導引是导弹的一种制导方法。操作員在导弹飞行中手動操作瞄准器（sighting device）持續对准目标，而後瞄准器的电子设备便會自动把导弹制导向目标。半自動視線指令導引中根據导弹接收指令的方式又可分為线导、无线电制导、驾束制导三種。半自動視線指令導引為第二代反戰車飛彈的主流導引技術，其中美國的BGM-71拖式飛彈直至2016年的敘利亞內戰中都有在使用。

## 特性

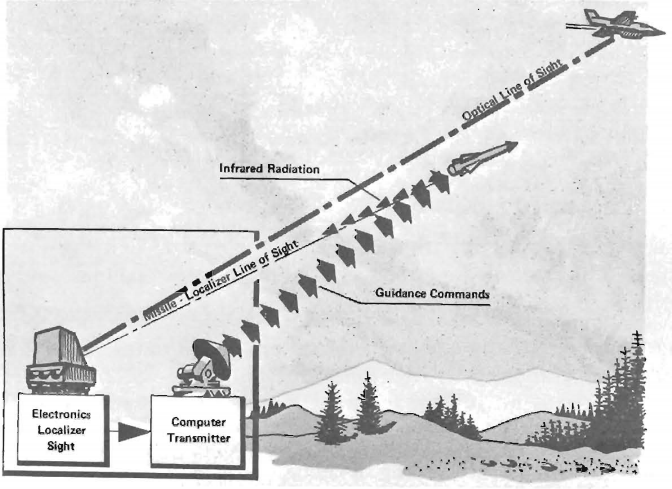
使用單向無線電數據鏈路的羅蘭1型飛彈系統的半自動視線指令導引圖

飛彈的指令導引（Command Guidance）體系中包含視線指令導引（Command line of sight, CLOS）及脫離視線指令導引（Command off line of sight, COLOS）兩種分類，而視線指令導引又可根據目標跟蹤、飛彈飛行控制的類型分類為四種。其中半自動視線指令導引便是以人工執行目標跟蹤，並讓電子設備自動控制飛彈飛行的類型。
在半自動視線指令導引體制下，砲手發射飛彈後，飛彈尾部的發焰器就會自動點燃以作為飛彈位置的訊號源。砲手在飛彈發射後不斷地將瞄準器中心對準目標，如此電子設備便會識別瞄準器中心與飛彈尾部焰光的相對位置，並將其轉換為指示飛彈轉向的訊號，然後指令訊號通過有線電纜或無線電的數據鏈路傳送給飛彈尾部的接收器，從而使飛彈飛向瞄準器的中心，最終抵達瞄準器視線上的目標。其中電子設備需使用包含動力學的複雜算法來將飛彈相對位置轉換為轉向訊號，且飛彈尾部的焰光需經過特殊設計以避免與其他光源混淆。儘管如此，與手動視線指令導引相比，自動化程度較高的半自動視線指令導引對操作員的技能要求更低、更易於使用。

## 乘波導引
乘波導引符合人工執行目標跟蹤，並讓電子設備自動控制飛彈飛行的半自動視線指令導引類型。乘波導引常被列為指令導引的一類，但兩者有一定的差異。指令導引飛彈系統的導引由發射器、射控雷達等外部裝置控制，飛彈本身僅通過單向數據鏈路被動地接收指令；而乘波導引飛彈系統的導引裝置及處理器則安裝於飛彈內，發射者會操作能發射雷達波束或雷射光束的瞄準器指向目標，如此飛彈便能通過持續偵測與波束的相對位置，從而自主操控並保持在波束內。由於導引裝置的差異，使得某些通過模仿飛彈尾焰訊號以干擾半自動視線指令導引的紅外線干擾器較難對乘波導引飛彈起作用。

## 飛彈系統

### 有線導引
- 米兰反坦克导弹
- 旋火反坦克导弹
- AT-4“水龙头”反坦克导弹（英语：AT-4 Spigot）
- AT-5“拱肩”反坦克导弹
- AT-7“萨克斯”反坦克导弹（英语：AT-7 Saxhorn）
- 邦巴爾反坦克导弹（英语：Bumbar）
- BGM-71陶式反坦克导弹
- HOT式反坦克飛彈
- M47龍式反坦克飛彈
- 红箭-8反坦克导弹

### 無線電導引
- ASM-N-2 Bat滑翔制导炸弹（英语：Bat (guided bomb)）
- SA-8“黄蜂”防空导弹
- 标枪防空导弹
- 羅蘭飛彈
- 輕劍防空飛彈

### 乘波導引
- ZT3“豹”反坦克导弹（英语：ZT3 Ingwe）
- 马蜂反坦克导弹（英语：Shershen）
- MSS-1.2单兵导弹（英语：MSS-1.2）
- 9M119反坦克導彈
- 9K121旋風反坦克導彈
- 9M123菊花反坦克导弹
- 9M133短號反坦克导弹
- 斯图格纳-P反坦克导弹
- 星光防空导弹
- RBS 70便攜式防空飛彈
- 火闪导弹
- 阿达茨防空反坦克系统

### 引文
1. ↑  Keirstead 2016，第80頁.
2. 1 2  Richardson & Mubarak 2006，第193頁.
3. ↑  Maini & Maini 2015，第79頁.
4. ↑  . Hensoldt.   [15 June 2024]. （原始内容存档于2024-04-06）.

### 書目
- Keirstead, Burt. . Journal of Electronic Defense. Vol. 39 no. 12. December 2016: 80–84. ISSN 0192-429X （英语）.
- Maini, Anil Kumar; Maini, Nakul. . Electronics For You. Vol. 3 no. 10. February 2015: 76–83. ISSN 0013-516X （英语）.
- Richardson, Mark; Mubarak, Al-Jaberi.  (PDF) (博士论文). Cranfield University. 28 April 2006  [2024-06-14]. （原始内容存档 (PDF)于2024-03-24） （英语）.